# Gary Taylor-Fletcher
Gary Taylor-Fletcher (* 4. Juni 1981 in Liverpool) ist ein englischer ehemaliger Fußballspieler.

## Karriere
Nachdem Gary Taylor-Fletcher bei seinen ersten Stationen zwischen 1999 und 2003 eher durchschnittlich agierte, erwies sich sein Wechsel im August 2003 zu Lincoln City F.C. als richtungsweisend. Sein neuer Verein aus Lincoln spielte zu diesem Zeitpunkt in der viertklassigen Football League Third Division. Auch dank seiner 16 Tore erreichte Lincoln City die Play-offs, scheiterte dort jedoch und verpasste damit den Aufstieg in die dritte Liga. Auch in der Saison 2004/05 konnte sich seine Mannschaft im oberen Drittel der Tabelle etablieren und beendete die reguläre Saison auf dem sechsten Platz. Nachdem sich seine Mannschaft auch in der 1. Runde der Play-offs durchsetzen konnte, setzte es im Finale eine Niederlage gegen Southend United. Damit verpasste City erneut den Aufstieg in die dritte Liga.
Daraufhin wechselte Taylor-Fletcher im Juni 2005 zu Huddersfield Town. Sein neuer Verein agierte in der Saison 2005/06 in der drittklassigen Football League One und erreichte am Ende der Spielzeit den vierten Tabellenrang. Zum dritten Mal in Folge scheiterte Taylor-Fletcher (43 Spiele / 10 Tore) in den Play-offs und verpasste damit den Aufstieg in die zweite Liga. Nach einer durchwachsenen Saison 2006/07 wechselte er im Juni 2007 zum FC Blackpool.

### FC Blackpool
Sein neuer Verein hatte in der letzten Saison das erste Mal seit 1978 die Rückkehr in die zweithöchste englische Spielklasse erreicht. Der Aufsteiger belegte am Ende der Saison Platz 19. in der Football League Championship 2007/08 und sicherte sich damit mit Taylor-Fletcher (42 Spiele / 6 Tore) den Klassenerhalt. Auch in der Saison 2008/09 war der FC Blackpool damit beschäftigt den Abstieg zu vermeiden, was mit Tabellenrang 16 erneut gelang. Die Spielzeit in der Football League Championship 2009/10 sollte zur großen Erfolgsgeschichte für den Verein werden. Nach Ablauf der regulären Saison belegte der Verein den sechsten Tabellenrang, der für die Teilnahme an den Play-offs berechtigte. Dort bezwang Blackpool in der ersten Runde den Tabellendritten Nottingham Forest mit 2:1 und 4:3. Im Finale in Wembley folgte ein 3:2-Erfolg gegen den Tabellenvierten Cardiff City und der vielumjubelte Aufstieg in die Premier League. Damit kehrte der FC Blackpool erstmals seit der Saison 1970/71 in die höchste englische Spielklasse zurück. Gary Taylor-Fletcher (32 Spiele / 6 Tore) erzielte im Finale den zwischenzeitlichen 2:2-Ausgleichstreffer.
Auch in der Premier League 2010/11 konnte der FC Blackpool die Hinrunde erfolgreich bestreiten und sich von den Abstiegsplätzen überraschend deutlich distanzieren. Gary Taylor-Fletcher erzielte in seinen ersten 19 Erstligaspielen vier Tore.

### Leicester City
Am 20. September 2013 wechselte Taylor-Fletcher zu Leicester City und unterzeichnete einen Einjahresvertrag. Dieser wurde um ein weiteres Jahr verlängert, allerdings wurde er während der Saison 2014/15 sowohl an Sheffield Wednesday als auch an den FC Millwall verliehen. Nach Ablauf des Vertrages wurde dieser nicht verlängert. Im Oktober 2015 schloss er sich dem Fünftligisten Tranmere Rovers an, bei dem er bis Saisonende verblieb.